# Dario Fo
Dario Fo [ˈdaːrjo ˈfɔ] (Sangiano, 24 de marzo de 1926-Milán, 13 de octubre de 2016) fue un actor y escritor de teatro italiano ganador del Premio Nobel de Literatura de 1997.

## Biografía
Estudió pintura y arquitectura en la Academia de Bellas Artes de Brera en Milán donde comenzó su carrera teatral como actor y escritor de obras teatrales satíricas. En 1954, Fo se casó con la actriz Franca Rame, con quien fundó en 1959 la compañía teatral «Dario Fo - Franca Rame» en la que montaron numerosos espectáculos en la línea de la Comedia del arte (Commedia dell'Arte), fruto de ese matrimonio nació su hijo Jacopo, también actor, escritor y dramaturgo.
El éxito conseguido con la Cía Fo-Rame les hizo sentir esclavos de la burguesía y replantearse su actividad en el teatro. Fruto de esta crisis fundaron la compañía teatral autogestionada Nuova Scena en 1968 con el ánimo de realizar un teatro auténticamente popular, crítico, social y que fuera políticamente eficiente. En los setenta la compañía se transformó en el Colectivo Teatral LA COMUNE, independiente y autogestionada, manteniéndose al frente de ella Dario Fo. La compañía fue objeto de un atentado por un grupo fascista en 1978.
En los años 60 sus obras para la televisión solían ser censuradas, razón por la cual volvió al mundo del teatro. 
Situado en el entorno de la izquierda política italiana, Fo ha escrito ácidas sátiras políticas arremetiendo sin piedad contra el poder político, el capitalismo, la mafia y el Vaticano. Entre sus obras más conocidas se citan Muerte accidental de un anarquista (1970) y Aquí no paga nadie (1974). 
En 1997 recibió el Premio Nobel de Literatura. En 2002 publicó su autobiografía El país de los murciélagos.  En una de sus últimas obras, L'anomalo bicefalo (2003), presenta un retrato irreverente y crítico del primer ministro italiano Silvio Berlusconi.
En el 2013 escribió el Mensaje del Día Mundial del Teatro.
En los últimos años, no ha dudado en apoyar la revolución política del Movimiento Cinco Estrellas, apoyando públicamente en distintas ocasiones a su amigo y fundador del movimiento, el cómico Beppe Grillo, con quien ha escrito la obra Il Grillo sempre canta al tramonto, Chiarelettere, 2013, en donde se explican los principios del movimiento y sus objetivos.
Fallece el 13 de octubre de 2016 en Milán, a la edad de 90 años.

## Teatro
Sus primeros pasos en el teatro los dio junto a unos amigos estudiantes, que montaban espectáculos de sátira política y que tenían gran éxito. Después comenzó actuar junto al cómico y escritor Franco Parenti en pequeños y bohemios locales de Milán.
Con el tiempo, decidió que debía profundizar y desarrollar más sus capacidades de interpretación y se preparó con maestros como Jacques Lecoq, una gran figura francesa del mimo, con Giorgio Strehler en el Piccolo Teatro di Milano, o con el Arlequín, Marcello Moretti.
Las fuentes del teatro de Dari Fo provenían de sus lecturas de los clásicos de la comedia, Aristófanes, Plauto, Molière, William Shakespeare, Carlo Goldoni, Runzante y Eduardo De Filippo. Sus investigaciones sobre teatro clásico griego–romano y sobre las tradiciones orientales, las reunió en el Manual minimo dell'atore (Manual mínimo del actor). En él se puede profundizar sobre los recursos de la Comedia del arte y la influencia que tuvo en el teatro que se desarrolló posteriormente.
No debemos olvidar la importancia que tuvo su pareja Franca Rame en su aprendizaje y formación. Franca Rame era hija de artistas cómicos de teatro ambulantes. Darío apuntaba siempre que ella le enseñó el ritmo, el gag, la improvisación, el gesto eficaz y limpio y a gestionar las "gracias", características que nos describen el teatro que Fo desarrolló.

### Sus primeros escritos
Hacia 1952 escribió Poer Nano e altre storie, a partir de aquí comenzó a escribir obras de comedia de situación como: Ladri, manichini e donne nude, Aveva due pistole con gli occhi bianchi e neri (Tenía dos pistolas con los ojos blancos y negros, 1960), Chi ruba un piede é fortunato in amore (Quien roba un pie es afortunado en amor, 1961), las cuales tuvieron un gran éxito pero fueron censuradas en televisión. En estas obras, se observan los rasgos de lo que va a ser el teatro de Fo: la farsa, su gran capacidad para crear situaciones absurdas y su destreza en la construcción dramatúrgica y en la de crear diálogos ágiles y desternillantes. Casi todas rozaban el género vodevil. Fueron representadas en la compañía que habían creado Darío Fo y Franca Rame, Fo–Rame.

### Segunda etapa en el teatro de Darío Fo
Entrados los años sesenta, Darío Fo escribe Isabel, tres carabelas y un charlatán (1963), esta obra implicó un giro en su escritura de obras de teatro. Un tema histórico con componentes brechtianos, en la que unos cómicos son condenados a la hoguera por la Santa Inquisición. Se trata de una ácida sátira en tiempos de los Reyes Católicos que muestra lo que implicó la colonización de Las Américas: economía, religión, matanzas...
El tipo de estructura que Darío Fo construyó a partir de aquí fue el de teatro dentro del teatro. La madurez que se observa en estas obras exigía que fuera más exigente como director de escena y su teatro deviene más radical y político, más comprometido. En su proceso de transición de un teatro a otro, escribió: Settimo, ruba un po meno (Séptimo mandamiento: no robarás… pero un poco menos, 1964), La colpa é sempre del diavolo (La culpa es siempre del diablo, 1965), La Signora é da buttare (Esta dama no morirá, 1967). Estas obras aún tenían rasgos de su primera etapa, sin embargo Ci ragione e canto o Gran pantomima con bandiere e pupazzi, estarían más en la línea de la segunda etapa. Estos textos ya serían interpretados por la compañía de teatro "Nueva Scena". No participaban en su puesta en escena ni Franca Rame ni Fo. Se trataba de obras en las que había influencias del teatro popular de máscaras, marionetas y muñecos pero no dejaban de realizar un repaso crítico a la política, la economía, la sociedad y la cultura de la Italia de esos años.
La compañía "Nueva Scena" responde al momento político y cultural que se estaba viviendo en el mundo (guerra de Vietnam, Mayo del 68,...). Dario Fo y Franca Rame toman partido y transforman su práctica escénica, de ahora en adelante los textos teatrales tendrán total libertad de expresión, serán su plataforma de denuncia y de crítica al poder y su forma de intervenir, rozando el teatro de agitación. Nuova Scena, la nueva compañía comienza a actuar en los locales del Partido Comunista Italiano (PCI), en la Casa del Pueblo (movimiento obrero), en naves, fábricas o ateneos (Ateneo popular). Para evitar que se colara la policía o reventaran las actuaciones, se requería un carnet de socio del círculo cultural para acceder a las actuaciones.

### Tercera etapa en el teatro de Darío Fo
Entrados los años setenta, Italia se encuentra sumida en una de sus épocas más duras tras la Segunda Guerra Mundial. Los grupos fascistas se activan con gran violencia, se dan numerosos atentados y actos muy violentos con consecuencias bastantes graves en locales y personas relacionadas con la lucha obrera o militantes de partidos de izquierda. Hubo varios intentos de golpe de Estado que sumados a lo anterior generaron un clima represivo y de caza de brujas. Fo respondió con su teatro, con su mejor arma, creando dos de sus grandes obras: Mistero buffo y Morte accidentale di un anarchico (Muerte accidental de un anarquista).
En 1970 ocupan un palacete abandonado en la ciudad de Milán que se convertirá en la sede de la nueva compañía Colectivo Teatral La Comune, nacida de las fricciones internas en Nuova Scena y con militantes del PCI. La sede recibiría el nombre de Palazzina Liberty. En la sede se programan actividades relacionadas con la cultura y siempre estaba lleno. En 1978 se produce un atentado por parte de un grupo fascista y en 1979 el ayuntamiento de Milán los desaloja. Artistas, intelectuales y ciudadanos de Milán se pronuncian y dan apoyo a los desalojados de la Palazzina Liberty.
Dario Fo escribe textos teatrales durante esta época que reflejan historias que aparecen en prensa como Morte accidentale di un anarchico (Muerte accidental de un anarquista) o Pum Pum Chi é? La polizia! (Pum, pum, ¿quién es? ¡La policía!). En ellas pone de relieve los trapos sucios y las técnicas del Ministerio de Interior y de los Servicios Secretos italianos.
Durante esta época, Dario Fo escribió teatro con referentes políticos de otros países, poniendo en relieve la política mundial de su tiempo como: Feydan en 1971, en la que un grupo de guerrilleros palestinos cantaban y narraban su Historia o Guerra di popolo in Cile en 1973, sobre el golpe de Estado de Augusto Pinochet en Chile.

#### Morte accidentale di un anarchico(Muerte accidental de un anarquista, 1970)
Ha sido traducida y representada en varios idiomas, y narra un hecho verídico ocurrido en una comisaría de policía de Milán, en la que fue interrogado un ferroviario anarquista acusado de un atentado con bomba en la plaza Fontana, y misteriosamente "cae" por una ventana de la comisaría. Es una obra en la que pese a su dramatismo, Fo construye una verdadera obra maestra de la farsa con hábiles toques satíricos que recuerdan a William Shakespeare. Su recurso es la analogía histórica, pues introduce la obra diciendo que narra la historia de un anarquista de Nueva York en 1920. Este recurso evitó denuncias y permitió que la obra no fuera censurada. Es una obra que provoca un estímulo crítico en el lector y espectador.

#### Pum Pum Chi é? La polizia!(1972)
En Pum Pum Chi é? La polizia! (Pum, pum, ¿quién es? ¡La policía!), que fue estrenada en 1972, saca a relucir las conspiraciones y la manipulación de datos e información de los cuarteles del Ministerio de Interior de Italia. Fo nos ofrece una recopilación de las actuaciones llevadas a cabo por estos en aquellos años. Sin embargo en esta obra los nombres y hechos que se citan son reales.

#### Mistero buffo(1969)
Su otra gran obra maestra, que pertenece a esta época, es Mistero Buffo. En realidad es una investigación exhaustiva que realizó Darío Fo de estudios filológicos. Ha tenido diferentes versiones porque contiene monólogos que Fo, a la hora de llevarla a escena escogía y agrupaba según sus objetivos. Es una especie de recopilación de la Historia transmitida oralmente de generación en generación. Recoge historias medievales o de tradición cristiana como La resurrezione di Lazaro (La resurrección de Lázaro) o Moralitá del cieco e lo storpio (Moralidad del ciego y el cojo). Darío Fo se pone en el papel de juglar al contar las historias, añadiendo historias inventadas a las auténticas que ha reinterpretado. El estilo está en la línea de las representaciones sacras medievales. Es una obra que no ha dejado de escribir y reescribir. La primera vez que se llevó a escena duraba tres horas, con un solo actor, Darío Fo. Hay quién dice que le sirvió para perfeccionar su mímica y dotes de interpretación, pues representa a numerosos personajes con multitud de registros. Su escenografía es un micrófono, una luz y su mítico jersey negro de cuello alto. Aquí podríamos decir que recoge ciertas pautas de Vladímir Mayakovski. Fo antes de cada historia realizaba una introducción didáctica que comenzaba con una contextualización histórica que se mezclaba con sucesos de actualidad del día en el que se estaba representando la obra.
Hay un elemento clave en Mistero Buffo y es el lenguaje que utiliza, el grammelot. Se trata de un lenguaje onomatopéyico utilizado por los cómicos en la Comedia del arte, y que ayudaba a pasar la censura, porque no lo entendían.

#### ¡Aquí no paga nadie!(1974)
Se trata de una pieza teatral cómica que narra las peripecias de dos mujeres de obreros que roban comida en supermercados, ocultando lo que roban en sus barrigas de supuestas embarazadas. Es un reflejo de la situación de carestía, precariedad y pérdida del valor adquisitivo en Italia. Aun así Fo proyecta en la obra una gracia y vivacidad que la ha convertido en una de sus obras más representadas en toda Europa. 
La primera representación fue el 3 de octubre de 1974 en Palazzina Liberty de Milán.

#### Clacson, trombette e pernacchi(La mueca del miedo)
Fo quiso poner de relieve la historia del secuestro del político italiano Aldo Moro, un tema muy controvertido y con una gran repercusión internacional. Sin embargo abandonó la idea en su primer intento de escribirlo por la dureza y porque no se sabía muy bien qué era lo que había ocurrido y sus responsables. Pero en 1981 retoma la obra y la estrena, pero su personaje central es el presidente de la FIAT, Gianni Agnelli. Fo desdobla el personaje mediante el recurso de una operación de cirugía plástica, convirtiendo la pieza teatral en un vodevil. Dario Fo representaba los dos personajes, mostrando toda su capacidad de mímica, improvisación caricaturesca y efectos de lo grotesco.

### Cuarta etapa del teatro de Darío Fo
Las obras, o más bien la gran parte de los monólogos escritos durante esta época, que se sitúan entre finales de los 70 y los 90, son monólogos que hablan de la condición femenina. Darío Fo comentaba siempre que si supo llevar a escena el mundo de la mujer, fue gracias al trabajo en equipo con Franca Rame, con quien trabajaba los textos y quién a veces le proponía la idea o un borrador sobre un tema. Fo pensaba cómo interpretarlo y lo discutían hasta que al final tenían el monólogo. Pero ahí no acaba el proceso de creación, Franca se encargaba de representarlo y durante un mes lo trabajaban en escena, es decir, Franca según la respuesta que observaba en el público, aceleraba las transiciones, modificaba ritmos o estructura, y quitaba o añadía frases. Se trataba de un proceso de creación muy propio de Franca Rame y Darío Fo, trabajaban con el público para aproximarse a la realidad humana.
Una de las obras escritas por Franca Rame y dirigida por Fo en esta época es Lo stupro (La violación), una obra que sirvió a Franca Rame como catarsis y liberación. El texto era su propia historia, la violación y el apaleamiento sufrido por un grupo fascista. En 1980, Dario Fo es también el autor y actor de Storia della tigre ed altre storie que se presenta en Francia.

#### Tutta casa, letto e chiesa(1977)
Es la primera serie de monólogos que escribe sobre la mujer. Muestra la cotidianidad de las mujeres, con situaciones a veces absurdas pero que muestran los conflictos, los miedos, y los sueños de toda mujer. De esta serie los más populares son La donna sola (La mujer sola) y Il risveglio (El despertar). Las obras que completan la serie son: La mamma fricchettona, Abbiamo tutte la stessa storia, Contrasto a una voce sola, Medea, Monologo della puttana in manicomi, Alice nel paese senza maraviglie, Michele lu Lazone, Io, Ulrike, grido.... y Accadde domani.

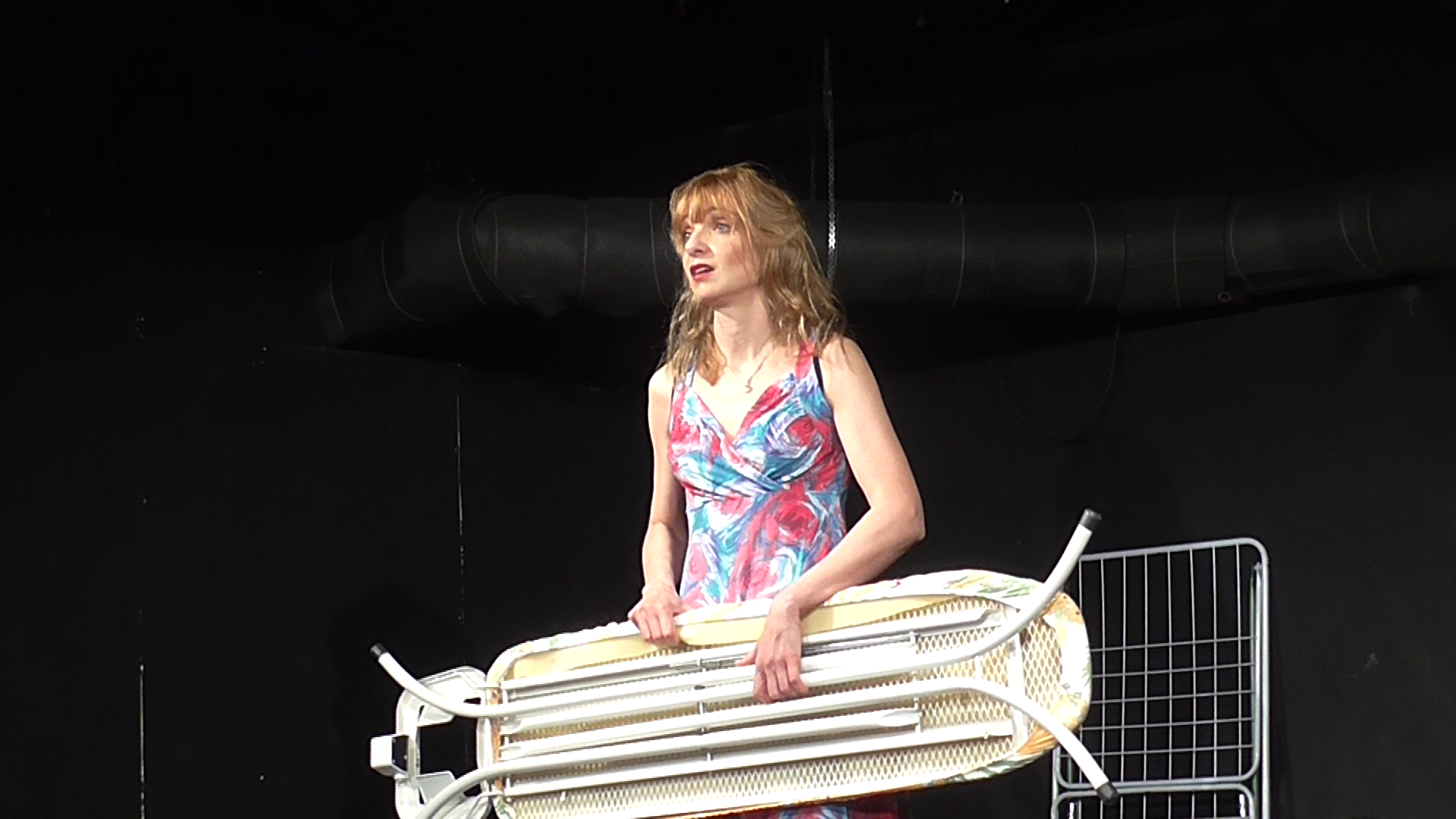
La húngara Marianna Szalay durante una representación de La mujer sola

##### La donna sola(La mujer sola)
Trata el mundo de una ama de casa burguesa que se siente a gusto siéndolo, pero que hablando con su vecina al estilo "maruja" comienza a sacar a la luz la realidad de su situación: la soledad en la que se siente porque está todo el día encerrada en casa cuidando del hermano de su marido, que es paralítico, que su marido es celoso, que hay un hombre que la acosa por teléfono y que ha tenido una aventura amorosa con un chico bastante más joven que ella.

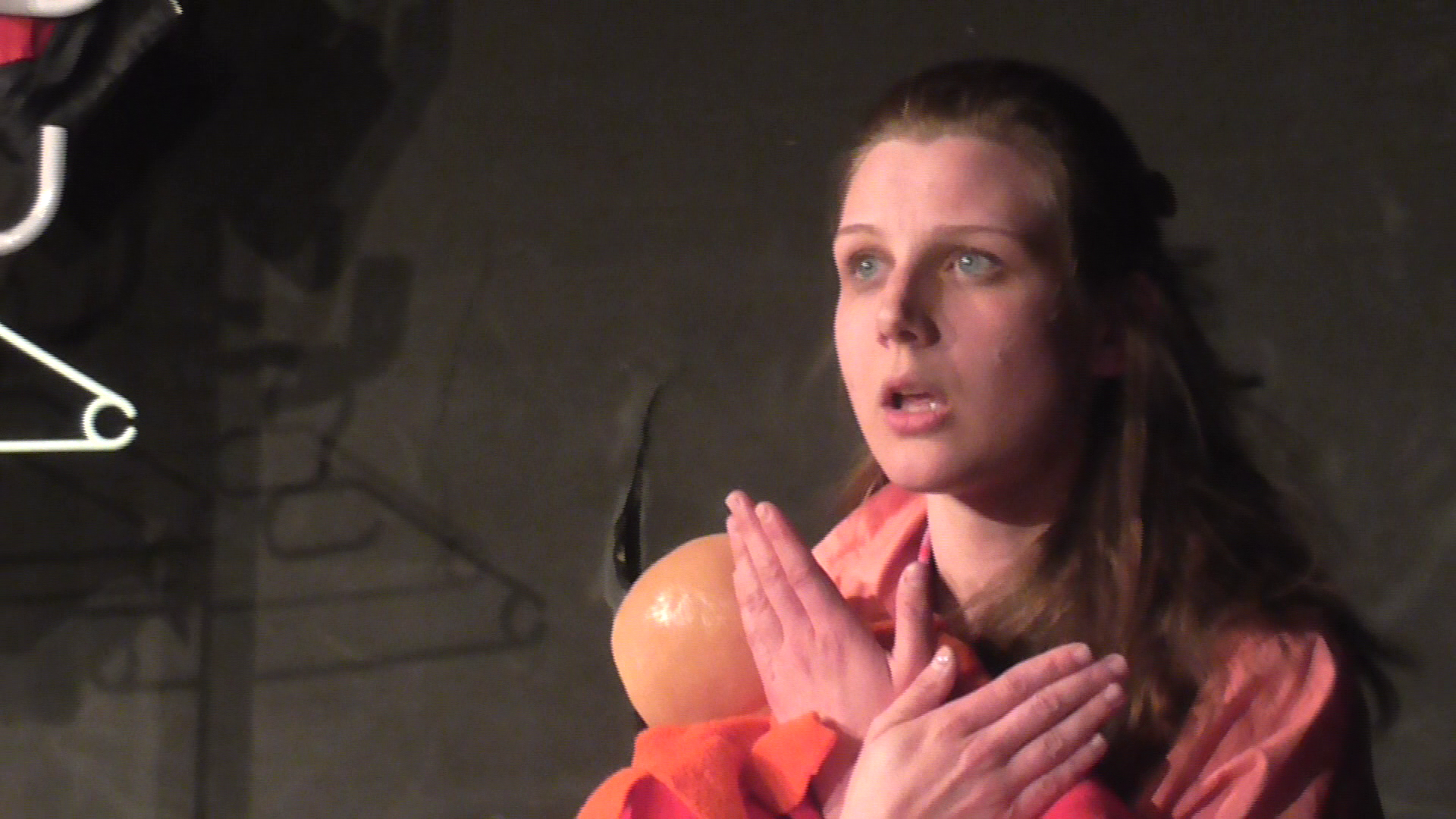
La húngara Anita Bognár durante una representación de El despertar

##### Il risveglio(El despertar)
Este monólogo tiene un giro inesperado, vemos a una mujer de clase obrera en un día contrarreloj, levantarse, llevar al bebé a la guardería, acordarse de todo lo que tiene que hacer antes de salir de casa y todo sin perder el ritmo porque no ha de llegar tarde al trabajo.

#### Coppia aperta(Pareja abierta, 1983)
Relata la vida de una pareja "progre" que piensan que son muy liberales y abiertos, pero el único que disfruta de esa libertad es el hombre. Muestra el machismo que se encierra a veces incluso en las parejas más liberales y progresistas. Es una obra llena de gags cómicos y situaciones delirantes, que ayudan a suavizar la obra pero no deja de mostrar una realidad.

#### Una giornata qualunque(Un día cualquiera, 1983)
Un texto marcado por la vida que se sucede en una gran ciudad. Una mujer divorciada que podríamos decir que ha triunfado en su vida profesional pero cuya vida personal está llena de frustración pese a que vive con todas las comodidades que le ofrecen las nuevas tecnologías. Cuando se prepara para filmar su suicidio recibe la llamada de unas mujeres en una situación similar de angustia y desesperación. Está escrita en clave de farsa retratando la neurosis, la incomunicación y el aislamiento que se produce en las grandes ciudades.

#### Lo zen o l'arte di scopare(El Zen o el arte de follar)
Es una obra de teatro que proviene de un manual de sexología escrito por el hijo de Dario Fo, Jacopo Fo. Su madre Franca insistía en convertir el manual en una pieza teatral y Fo se resistía a llevarla a escena. Finalmente, entre los tres la adaptaron. En España ha sido representada bajo el título Tengamos el sexo en paz. Recoge todos los prejuicios, tabúes y desinformación sobre el sexo. En ella se habla del aborto, del sida, de la impotencia, de la frigidez, o del orgasmo con una gran libertad pero con gran respeto y delicadeza. Aun así, fue vetada durante un tiempo en Italia.

### La llegada del reconocimiento
En 1997 recibe el premio Nobel de Literatura. Su discurso es un reconocimiento a todos los que se han dedicado durante toda la historia de la humanidad al teatro y hacer reír pese a todas las presiones políticas. 
Dos años antes de recibir el premio tuvo un derrame cerebral que le dejó sin visión y memoria durante unos días.
Una obra de esta época es Il diavolo con le zinne (El diablo con tetas).

## Obras de teatro
- 1952 Poer nano ed altre storie
- 1953 Il dito nell'occhio
- 1954 Sani da legare
- 1957 Non andartene in giro tutta nuda adaptación de Georges Feydeau, Ladri, manichi e donne nude: «L'uomo nudol'uomo in frack», «Non tutti i ladri vengo per nuocere»,«Gli imbianchini non hanno ricordi»,«I Cadaveri si spediscono e le donne si spogliano»
- 1958 Cómica finale: «Quando sarai povero sarai re», «La Marcolfa», «Un morto da vendre»,«I tre bravi»
- 1959 Gli arcangeli non giocano al flipper
- 1960 Aveva due pistole con gli occhi bianchi e neri
- 1961 Storia vera di Piero d'Angera, che alla crociata non c'era, Chi ruba un piede e' fortunato in amore
- 1963 Isabella, tre caravelle e un cacciabelle
- 1964 Settimo: ruba un po'meno
- 1965 La colpa e' sempre del diavolo
- 1966 Ci ragione e canto
- 1967 Fine del mondo (Rahm T. Anversa)
- 1968 Gran pantomina con pupazzi piccoli e medi
- 1969 Mistero buffo,  Ci ragiono e canto Nº2, L'Operario conosce trecento parole, il padrone mille: per questo lui e' il padrone,Legami pure che tanto spacco tutto lo stesso
- 1970 Vorrei morire anche stasera se dovessi sapere che non e' servito a niente, Morte accidentale di un anarchico
- 1971 Morte e resurrezione di un pupazzo, Tutti uniti, tutti insieme...Ma scusa, quello non e' il padrone?, Mistero buffo 2, Feydan
- 1972 Ordine per dio.ooo.ooo!!!, Pum, pum Chi è? La polizia
- 1973 Ci ragiono e canto Nº3, Basta con i fascisti, Guerra di popolo in Cile
- 1974 Porta e Belli, Ballate e canzoni, Non si paga, non si paga!
- 1975 Il Fanfani rapito, La giullarata
- 1976 La marjuana della mamma e' la piú bella
- 1977 Tutta casa letto e chiesa, Misterio bufo 3
- 1978 Il caso Moro no representado
- 1979 Storia della tigre ed altre storie
- 1980 Clacson, trombette e pernacchi
- 1981 Tutta casa letto e chiesa, L'opera dello sghignazzo
- 1982 Fabulozzo osceno, Una madre
- 1983 Coppia aperta,
- 1984 Quasi per caso una donna: Elisabetta, Dio li fa, foi li accoppa no representada
- 1985 Hellequin, Harlekin, Arlecchino, Diario di Eva, La fine del mondo no representada
- 1986 Il ratto della Francesca, Parti femminili: « Una giornata qualunque», «Copia aperta»
- 1987 La parte del leone
- 1989 Lettera dalla Cina,Storia di Qu no representada, Il ricercato no representada, Il Papa e la strega,25 Monologhi per una donna

## Cine y televisión
- 1956 Monetine da 5 lire, Lo svitato película
- 1961 Chi l'ha visto?  Mpara la RAI 2: 6 capítulos
- 1962 Canzonissima  para la RAI 1: con Darío Fo y Franca Rame
- 1977 Il teatro di Dario Fo para la RAI 2- 7 obras
- 1978 Buonasera, con Franca Rame para la RAI 2- 20 capítulos, Parliamo di donne (2 capítulos)
- 1981 La professione della signora Warren ( Dirección de Giorgio Albertazzi)
- 1988 Trasmissione forzata  para la RAI 3
- 1989 Una lepre con la faccia da bambina, con Franca Rame, Parti femminili para la RAI 2, I promessi sposi, Musica per vecchi animali (Película de Stefano Benni)

## Novela
- Lucrecia Borgia, la hija del Papa. Siruela (2014)
- Hay un rey loco en Dinamarca. Siruela (2016)
- El campeón prohibido. Siruela (2016)[8]